# Red Baron (videojuego de 1980)
Red Baron es un simulador de vuelo en primera persona arcade desarrollado por Atari, Inc. y lanzado en 1980. El jugador toma el papel de un as de la Primera Guerra Mundial en un biplano luchando del lado de los Aliados. El juego lleva el nombre del sobrenombre de Manfred von Richthofen, as del vuelo alemán. El juego utiliza los mismos gráficos vectoriales monocromáticos y hardware de arcade similar a Battlezone, juego inmensamente popular de Atari; ambos fueron desarrollados al mismo tiempo. Al igual que Battlezone, se le presenta al jugador una vista en primera persona de la acción. Tanto Battlezone como Red Baron requirieron hardware adicional, una placa "Auxiliar", para realizar los cálculos matemáticos necesarios para simular un entorno 3D.[cita requerida]

## Jugabilidad
El juego se divide en muchas rondas, aunque la mayoría son de naturaleza repetitiva. La mayoría de las rondas se dividen en combate aéreo (disparo de uno a tres aviones en formación) y combate en tierra (dos zeppelines y múltiples objetivos en tierra). Si bien el juego no cuenta con física de vuelo precisa (no es posible estrellar el avión directamente en el suelo, por ejemplo), las cadenas de montañas representadas por vectores sirven como objetos sólidos y volar hacia ellos o a través de ellos hace que el jugador se cuelgue y pierda una vida. Las cadenas montañosas no impiden los ataques, ni del jugador ni de los enemigos, y se pueden disparar. Los enemigos incluyen: formaciones de biplanos enemigos, zepelines, búnkeres, torretas y edificios enemigos.

## Tecnología
Red Baron ajusta su propia dificultad de juego manteniendo un tiempo de juego promedio constante de los últimos 32 juegos jugados. La NVRAM almacena los tres mejores puntajes, así como los tiempos promedio de juego. En otras palabras, este juego tiene "dificultad adaptativa". El objetivo de esta función era adaptarse al nivel de habilidad del jugador típico en esa ubicación y evitar tiempos de juego excesivos.
Las versiones verticales de Battlezone (también lanzado en 1980) y Red Baron comparten el mismo gabinete. En Battlezone, el jugador mira a través de una ventana con forma de periscopio de tanque. Las ventanas con vista lateral estaban disponibles en ambos lados para que las personas que no juegan el juego puedan ver la acción. Battlezone utiliza un espejo bidireccional para superponer la pantalla del monitor (montada horizontalmente) en un fondo "interior" del tanque. Aunque Red Baron usa el mismo gabinete que Battlezone, no se utiliza ningún espejo y el monitor se monta verticalmente, con el reproductor viendo la pantalla directamente.
Battlezone y Red Baron usaron las mismas placas de circuito de "Analog Vector Generator" (AVG) y al cambiar las PROM se pudieron intercambiar (con adiciones de puentes muy pequeñas). Red Baron y Battlezone usan diferentes tableros auxiliares que no son intercambiables.

## Recepción
Electronic Games informó que Red Baron no tuvo éxito en salas recreativas a pesar de "magníficos gráficos quadrascan y magníficos parlantes", y expresó la esperanza de que "este maravilloso simulador de vuelo con un tema de combate vuelva a surgir en el formato doméstico algún día".

## Legado
Mientras jugaba a Red Baron en 1982, Bill Stealey y Sid Meier decidieron crear lo que se convirtió en el primer juego de MicroProse, Hellcat Ace. La compañía más tarde obtuvo la unidad que habían jugado como un recuerdo.
Red Baron fue lanzado como parte de Atari: ¡80 juegos clásicos en uno! título para Windows, y más tarde para Xbox y PlayStation 2 en Atari Anthology. Esta versión incluye partes del arte del gabinete que rodea la pantalla del juego. El juego también está disponible en Atari Greatest Hits Volume 2 para DS.
En 1990 Sierra Entertainment lanzó una nueva versión de Red Baron para los formatos Amiga, MS-DOS y Mac OS.